# Scherma ai Giochi della XVIII Olimpiade - Fioretto individuale femminile
La competizione del fioretto individuale femminile  di scherma ai Giochi della XVIII Olimpiade si tenne nei giorni 14 e 15 ottobre 1964 alla Università di Waseda a Tokyo.

## Programma
| Data            | Round             | Note                                        |
| --------------- | ----------------- | ------------------------------------------- |
| 14 ottobre 1964 | 1º turno          | 6 gruppi le prime quattro passano il turno. |
| 14 ottobre 1964 | 2º turno          | 4 gruppi le prime quattro passano il turno. |
| 15 ottobre 1964 | Ottavi di finale  | 8 incontri a eliminazione diretta.          |
| 15 ottobre 1964 | Quarti di finale  | 4 incontri a eliminazione diretta.          |
| 15 ottobre 1964 | Girone finale a 4 |                                             |

## Risultati

### Primo Turno
| Pos. | Atleta              | Nazione       | Vittorie | Stoccate | Incontri | Incontri | Incontri | Incontri | Incontri | Incontri | Incontri | Barrage |
| Pos. | Atleta              | Nazione       | Vittorie | Stoccate | KIN      | UJL      | MEE      | ROU      | WAH      | RED      | GWA      | Barrage |
| ---- | ------------------- | ------------- | -------- | -------- | -------- | -------- | -------- | -------- | -------- | -------- | -------- | ------- |
| 1    | Harriet King        | Stati Uniti   | 5        | 23-12    | X        | 4-3      | 4-2      | 4-3      | 3-4      | 4-0      | 4-0      |         |
| 2    | Ildikó Rejtő        | Ungheria      | 4        | 22-17    | 3-4      | X        | 3-4      | 4-3      | 4-3      | 4-1      | 4-2      |         |
| 3    | Helga Volz-Mees     | Germania      | 4        | 19-18    | 2-4      | 4-3      | X        | 4-3      | 1-4      | 4-1      | 4-3      |         |
| 4    | Catherine Rousselet | Francia       | 3        | 21-18    | 3-4      | 3-4      | 3-4      | X        | 4-2      | 4-0      | 4-4      | 4-1     |
| 5    | Christina Wahlberg  | Svezia        | 3        | 18-17    | 4-3      | 3-4      | 4-1      | 2-4      | X        | 1-4      | 4-1      | 1-4     |
| 6    | Jan Redman          | Australia     | 1        | 9-21     | 0-4      | 1-4      | 1-4      | 0-4      | 4-1      | X        | 3-4      |         |
| 7    | Sin Gwang-Suk       | Corea del Sud | 1        | 14-23    | 0-4      | 2-4      | 3-4      | 4-4      | 1-4      | 4-3      | X        |         |

| Pos. | Atleta                 | Nazione     | Vittorie | Stoccate | Incontri | Incontri | Incontri | Incontri | Incontri | Incontri | Incontri | Barrage |
| Pos. | Atleta                 | Nazione     | Vittorie | Stoccate | SÁK      | COL      | ROS      | DER      | YAS      | WIN      | WIE      | Barrage |
| ---- | ---------------------- | ----------- | -------- | -------- | -------- | -------- | -------- | -------- | -------- | -------- | -------- | ------- |
| 1    | Lídia Dömölky-Sákovics | Ungheria    | 6        | 24-11    | X        | 4-2      | 4-2      | 4-0      | 4-1      | 4-3      | 4-3      |         |
| 2    | Bruna Colombetti       | Italia      | 5        | 22-10    | 2-4      | X        | 4-2      | 4-1      | 4-1      | 4-1      | 4-1      |         |
| 3    | Ginette Rossini        | Lussemburgo | 4        | 20-16    | 2-4      | 2-4      | X        | 4-3      | 4-2      | 4-2      | 4-1      |         |
| 4    | Ana Derșidan-Ene-Pascu | Romania     | 2+1      | 14-19    | 0-4      | 1-4      | 3-4      | X        | 4-1      | 4-2      | 2-4      | 4-1     |
| 5    | Tamiko Yasui           | Giappone    | 2+0      | 13-21    | 1-4      | 1-4      | 2-4      | 1-4      | X        | 4-3      | 4-2      | 1-4     |
| 6    | Johanna Winter         | Australia   | 1        | 15-20    | 3-4      | 1-4      | 2-4      | 2-4      | 3-4      | X        | 4-0      |         |
| 7    | Pacita Wiedel          | Canada      | 1        | 11-22    | 3-4      | 1-4      | 1-4      | 4-2      | 2-4      | 0-4      | X        |         |

| Pos. | Atleta              | Nazione     | Vittorie | Stoccate | Incontri | Incontri | Incontri | Incontri | Incontri | Incontri |
| Pos. | Atleta              | Nazione     | Vittorie | Stoccate | GAP      | JUH      | PAL      | OWA      | VIC      | ANG      |
| ---- | ------------------- | ----------- | -------- | -------- | -------- | -------- | -------- | -------- | -------- | -------- |
| 1    | Brigitte Gapais     | Francia     | 3        | 15-13    | X        | 4-3      | 3-4      | 0-4      | 4-1      | 4-1      |
| 1    | Katalin Juhász-Nagy | Ungheria    | 3        | 17-14    | 3-4      | X        | 4-3      | 2-4      | 4-2      | 4-1      |
| 1    | Kerstin Palm        | Svezia      | 3        | 18-14    | 4-3      | 3-4      | X        | 4-0      | 3-4      | 4-3      |
| 1    | Tomoko Owada        | Giappone    | 3        | 14-13    | 4-0      | 4-2      | 0-4      | X        | 4-3      | 2-4      |
| 5    | Maria Vicol         | Romania     | 2        | 14-15    | 1-4      | 2-4      | 4-3      | 3-4      | X        | 4-0      |
| 6    | Tommy Angell        | Stati Uniti | 1        | 9-18     | 1-4      | 1-4      | 3-4      | 4-2      | 0-4      | X        |

| Pos. | Atleta                     | Nazione          | Vittorie | Stoccate | Incontri | Incontri | Incontri | Incontri | Incontri | Incontri | Barrage |
| Pos. | Atleta                     | Nazione          | Vittorie | Stoccate | GOR      | SZA      | WEI      | NET      | ROM      | TAK      | Barrage |
| ---- | -------------------------- | ---------------- | -------- | -------- | -------- | -------- | -------- | -------- | -------- | -------- | ------- |
| 1    | Galina Gorokhova           | Unione Sovietica | 4        | 19-13    | X        | 4-2      | 4-2      | 4-2      | 3-4      | 4-3      |         |
| 2    | Olga Orban-Szabo           | Romania          | 3        | 16-11    | 2-4      | X        | 4-2      | 4-1      | 2-4      | 4-0      |         |
| 3    | Rosemarie Weiß-Scherberger | Germania         | 3        | 16-15    | 2-4      | 2-4      | X        | 4-2      | 4-3      | 4-2      |         |
| 4    | Shirley Netherway          | Gran Bretagna    | 2+1      | 13-15    | 2-4      | 1-4      | 2-4      | X        | 4-3      | 4-0      | 4-2     |
| 5    | Janice Romary              | Stati Uniti      | 2+0      | 16-17    | 4-3      | 4-2      | 3-4      | 3-4      | X        | 2-4      | 2-4     |
| 6    | Yoshie Takeuchi            | Giappone         | 1        | 9-18     | 3-4      | 0-4      | 2-4      | 0-4      | 4-2      | X        |         |

| Pos. | Atleta               | Nazione                 | Vittorie | Stoccate | Incontri | Incontri | Incontri | Incontri | Incontri | Incontri | Incontri |
| Pos. | Atleta               | Nazione                 | Vittorie | Stoccate | RAG      | RAS      | WAT      | ROD      | FLE      | SKI      | HOP      |
| ---- | -------------------- | ----------------------- | -------- | -------- | -------- | -------- | -------- | -------- | -------- | -------- | -------- |
| 1    | Antonella Ragno      | Italia                  | 6        | 24-11    | X        | 4-3      | 4-2      | 4-2      | 4-1      | 4-1      | 4-2      |
| 2    | Valentina Rastvorova | Unione Sovietica        | 5        | 23-11    | 3-4      | X        | 4-1      | 4-0      | 4-3      | 4-0      | 4-3      |
| 3    | Mary Watts           | Gran Bretagna           | 4        | 19-10    | 2-4      | 1-4      | X        | 4-0      | 4-0      | 4-0      | 4-2      |
| 4    | Mireya Rodríguez     | Cuba                    | 3        | 14-18    | 2-4      | 0-4      | 0-4      | X        | 4-3      | 4-0      | 4-3      |
| 5    | Colette Flesch       | Lussemburgo             | 2        | 15-20    | 1-4      | 3-4      | 0-4      | 3-4      | X        | 4-1      | 4-3      |
| 6    | Patricia Skinner     | Rhodesia Settentrionale | 1        | 6-22     | 1-4      | 0-4      | 0-4      | 0-4      | 1-4      | X        | 4-2      |
| 7    | Janet Hopner         | Australia               | 0        | 15-24    | 2-4      | 3-4      | 2-4      | 3-4      | 3-4      | 2-4      | X        |

| Pos. | Atleta              | Nazione          | Vittorie | Stoccate | Incontri | Incontri | Incontri | Incontri | Incontri | Incontri |
| Pos. | Atleta              | Nazione          | Vittorie | Stoccate | PRU      | MAS      | SCH      | ROM      | LEV      | BEW      |
| ---- | ------------------- | ---------------- | -------- | -------- | -------- | -------- | -------- | -------- | -------- | -------- |
| 1    | Valentina Prudskova | Unione Sovietica | 4        | 17-8     | X        | 1-4      | 4-1      | 4-1      | 4-2      | 4-0      |
| 2    | Giovanna Masciotta  | Italia           | 4        | 19-11    | 4-1      | X        | 4-3      | 3-4      | 4-1      | 4-2      |
| 3    | Heidi Schmid        | Germania         | 3        | 16-12    | 1-4      | 3-4      | X        | 4-1      | 4-1      | 4-2      |
| 4    | Esther Romano       | Argentina        | 2        | 12-18    | 1-4      | 4-3      | 1-4      | X        | 2-4      | 4-3      |
| 5    | Annick Level        | Francia          | 1        | 11-18    | 2-4      | 1-4      | 1-4      | 4-2      | X        | 3-4      |
| 6    | Janet Bewley-Cathie | Gran Bretagna    | 1        | 11-19    | 0-4      | 2-4      | 2-4      | 3-4      | 4-3      | X        |

### Secondo Turno
| Pos. | Atleta              | Nazione          | Vittorie | Stoccate | Incontri | Incontri | Incontri | Incontri | Incontri | Incontri |
| Pos. | Atleta              | Nazione          | Vittorie | Stoccate | KIN      | JUH      | COL      | ROU      | PRU      | ROD      |
| ---- | ------------------- | ---------------- | -------- | -------- | -------- | -------- | -------- | -------- | -------- | -------- |
| 1    | Harriet King        | Stati Uniti      | 3        | 16-11    | X        | 2-4      | 2-4      | 4-1      | 4-1      | 4-1      |
| 2    | Katalin Juhász-Nagy | Ungheria         | 3        | 18-12    | 4-2      | X        | 3-4      | 3-4      | 4-2      | 4-0      |
| 3    | Bruna Colombetti    | Italia           | 3        | 15-14    | 4-2      | 4-3      | X        | 4-1      | 1-4      | 2-4      |
| 4    | Catherine Rousselet | Francia          | 3        | 14-14    | 1-4      | 4-3      | 1-4      | X        | 4-1      | 4-2      |
| 5    | Valentina Prudskova | Unione Sovietica | 2        | 12-15    | 1-4      | 2-4      | 4-1      | 1-4      | X        | 4-2      |
| 6    | Mireya Rodríguez    | Cuba             | 1        | 9-18     | 1-4      | 0-4      | 4-2      | 2-4      | 2-4      | X        |

| Pos. | Atleta                 | Nazione          | Vittorie | Stoccate | Incontri | Incontri | Incontri | Incontri | Incontri | Incontri | Barrage |
| Pos. | Atleta                 | Nazione          | Vittorie | Stoccate | SZA      | RAS      | SÁK      | MEE      | ROS      | NET      | Barrage |
| ---- | ---------------------- | ---------------- | -------- | -------- | -------- | -------- | -------- | -------- | -------- | -------- | ------- |
| 1    | Olga Orban-Szabo       | Romania          | 4        | 18-7     | X        | 2-4      | 4-0      | 4-0      | 4-2      | 4-1      |         |
| 2    | Valentina Rastvorova   | Unione Sovietica | 4        | 19-10    | 4-2      | X        | 4-3      | 4-1      | 3-4      | 4-0      |         |
| 3    | Lídia Dömölky-Sákovics | Ungheria         | 3        | 15-14    | 0-4      | 3-4      | X        | 4-1      | 4-3      | 4-2      |         |
| 4    | Helga Volz-Mees        | Germania         | 2+1      | 10-17    | 0-4      | 1-4      | 1-4      | X        | 4-2      | 4-3      | 4-0     |
| 5    | Ginette Rossini        | Lussemburgo      | 2+0      | 15-17    | 2-4      | 4-3      | 3-4      | 2-4      | X        | 4-2      | 0-4     |
| 6    | Shirley Netherway      | Gran Bretagna    | 0        | 8-20     | 1-4      | 0-4      | 2-4      | 3-4      | 2-4      | X        |         |

| Pos. | Atleta          | Nazione       | Vittorie | Stoccate | Incontri | Incontri | Incontri | Incontri | Incontri | Incontri | Barrage | Barrage | Barrage |
| Pos. | Atleta          | Nazione       | Vittorie | Stoccate | RAG      | SCH      | ROM      | WAT      | OWA      | GAP      | ROM     | WAT     | OWA     |
| ---- | --------------- | ------------- | -------- | -------- | -------- | -------- | -------- | -------- | -------- | -------- | ------- | ------- | ------- |
| 1    | Antonella Ragno | Italia        | 4        | 19-9     | X        | 4-2      | 4-0      | 3-4      | 4-1      | 4-2      |         |         |         |
| 2    | Heidi Schmid    | Germania      | 4        | 18-12    | 2-4      | X        | 4-1      | 4-3      | 4-2      | 4-2      |         |         |         |
| 3    | Esther Romano   | Argentina     | 2+1      | 9-16     | 0-4      | 1-4      | X        | 4-1      | 0-4      | 4-3      | X       | ND      | 4-3     |
| 4    | Mary Watts      | Gran Bretagna | 2+1      | 15-16    | 4-3      | 3-4      | 1-4      | X        | 3-4      | 4-1      | ND      | X       | 4-2     |
| 5    | Tomoko Owada    | Giappone      | 2+0      | 12-15    | 1-4      | 2-4      | 4-0      | 4-3      | X        | 1-4      | 3-4     | 2-4     | X       |
| 6    | Brigitte Gapais | Francia       | 1        | 12-17    | 2-4      | 2-4      | 3-4      | 1-4      | 4-1      | X        |         |         |         |

| Pos. | Atleta                     | Nazione          | Vittorie | Stoccate | Incontri | Incontri | Incontri | Incontri | Incontri | Incontri | Barrage | Barrage | Barrage |
| Pos. | Atleta                     | Nazione          | Vittorie | Stoccate | GOR      | DER      | UJL      | MAS      | WEI      | UJL      | MAS     | WEI     | PAL     |
| ---- | -------------------------- | ---------------- | -------- | -------- | -------- | -------- | -------- | -------- | -------- | -------- | ------- | ------- | ------- |
| 1    | Galina Gorokhova           | Unione Sovietica | 5        | 20-6     | X        | 4-2      | 4-2      | 4-1      | 4-1      | 4-0      |         |         |         |
| 2    | Ana Derșidan-Ene-Pascu     | Romania          | 3        | 15-12    | 2-4      | X        | 1-4      | 4-1      | 4-0      | 4-3      |         |         |         |
| 3    | Ildikó Rejtő               | Ungheria         | 2+1      | 16-14    | 2-4      | 4-1      | X        | 3-4      | 3-4      | 4-1      | X       | ND      | 4-1     |
| 4    | Giovanna Masciotta         | Italia           | 2+1      | 13-17    | 1-4      | 1-4      | 4-3      | X        | 3-4      | 4-2      | ND      | X       | 4-1     |
| 5    | Rosemarie Weiß-Scherberger | Germania         | 2+0      | 12-18    | 1-4      | 0-4      | 4-3      | 4-3      | X        | 3-4      | 1-4     | 1-4     | X       |
| 6    | Kerstin Palm               | Svezia           | 1        | 10-19    | 0-4      | 3-4      | 1-4      | 2-4      | 4-3      | X        |         |         |         |

### Ottavi di finale
| Vincente            | Vincente         | Risultato | Sconfitto              | Sconfitto        |
| Atleta              | Nazione          | Risultato | Atleta                 | Nazione          |
| ------------------- | ---------------- | --------- | ---------------------- | ---------------- |
| Katalin Juhász-Nagy | Ungheria         | 8 - 4     | Heidi Schmid           | Germania         |
| Antonella Ragno     | Italia           | 8 - 4     | Ana Derșidan-Ene-Pascu | Romania          |
| Catherine Rousselet | Francia          | 8 - 6     | Harriet King           | Stati Uniti      |
| Helga Volz-Mees     | Germania         | 8 - 5     | Lídia Dömölky-Sákovics | Ungheria         |
| Ildikó Rejtő        | Ungheria         | 8 - 6     | Valentina Rastvorova   | Unione Sovietica |
| Bruna Colombetti    | Italia           | 8 - 6     | Mary Watts             | Gran Bretagna    |
| Giovanna Masciotta  | Italia           | 8 - 6     | Olga Orban-Szabo       | Romania          |
| Galina Gorokhova    | Unione Sovietica | 8 - 4     | Esther Romano          | Argentina        |

### Quarti di finale
| Vincente         | Vincente         | Risultato | Sconfitto           | Sconfitto |
| Atleta           | Nazione          | Risultato | Atleta              | Nazione   |
| ---------------- | ---------------- | --------- | ------------------- | --------- |
| Ildikó Rejtő     | Ungheria         | 8 - 3     | Bruna Colombetti    | Italia    |
| Galina Gorokhova | Unione Sovietica | 8 - 7     | Giovanna Masciotta  | Italia    |
| Helga Volz-Mees  | Germania         | 8 - 6     | Catherine Rousselet | Francia   |
| Antonella Ragno  | Italia           | 8 - 4     | Katalin Juhász-Nagy | Ungheria  |

### Torneo 5º posto
| Vincente            | Vincente | Risultato | Sconfitto           | Sconfitto |
| Atleta              | Nazione  | Risultato | Atleta              | Nazione   |
| ------------------- | -------- | --------- | ------------------- | --------- |
| Katalin Juhász-Nagy | Ungheria | 8 - 7     | Catherine Rousselet | Francia   |
| Giovanna Masciotta  | Italia   | 8 - 6     | Bruna Colombetti    | Italia    |
| Finale              |          |           |                     |           |
| Katalin Juhász-Nagy | Ungheria | 8 - 5     | Giovanna Masciotta  | Italia    |

### Girone finale
| Pos. | Atleta           | Nazione          | Vittorie | Stoccate | Incontri | Incontri | Incontri | Incontri |
| Pos. | Atleta           | Nazione          | Vittorie | Stoccate | UJL      | MEE      | RAG      | GOR      |
| ---- | ---------------- | ---------------- | -------- | -------- | -------- | -------- | -------- | -------- |
| 1    | Ildikó Rejtő     | Ungheria         | 2        | 10-5     | X        | 2-4      | 4-1      | 4-0      |
| 1    | Helga Volz-Mees  | Germania         | 2        | 8-9      | 4-2      | X        | 0-4      | 4-3      |
| 1    | Antonella Ragno  | Italia           | 2        | 9-7      | 1-4      | 4-0      | X        | 4-3      |
| 4    | Galina Gorokhova | Unione Sovietica | 0        | 6-12     | 0-4      | 3-4      | 3-4      | X        |

### Barrage
| Pos.    | Atleta          | Nazione  | Vittorie | Stoccate | Incontri | Incontri | Incontri |
| Pos.    | Atleta          | Nazione  | Vittorie | Stoccate | UJL      | MEE      | RAG      |
| ------- | --------------- | -------- | -------- | -------- | -------- | -------- | -------- |
| Oro     | Ildikó Rejtő    | Ungheria | 2        | 8-1      | X        | 4-0      | 4-1      |
| Argento | Helga Volz-Mees | Germania | 1        | 4-6      | 0-4      | X        | 4-2      |
| Bronzo  | Antonella Ragno | Italia   | 0        | 3-8      | 1-4      | 2-4      | X        |